# Интеллект

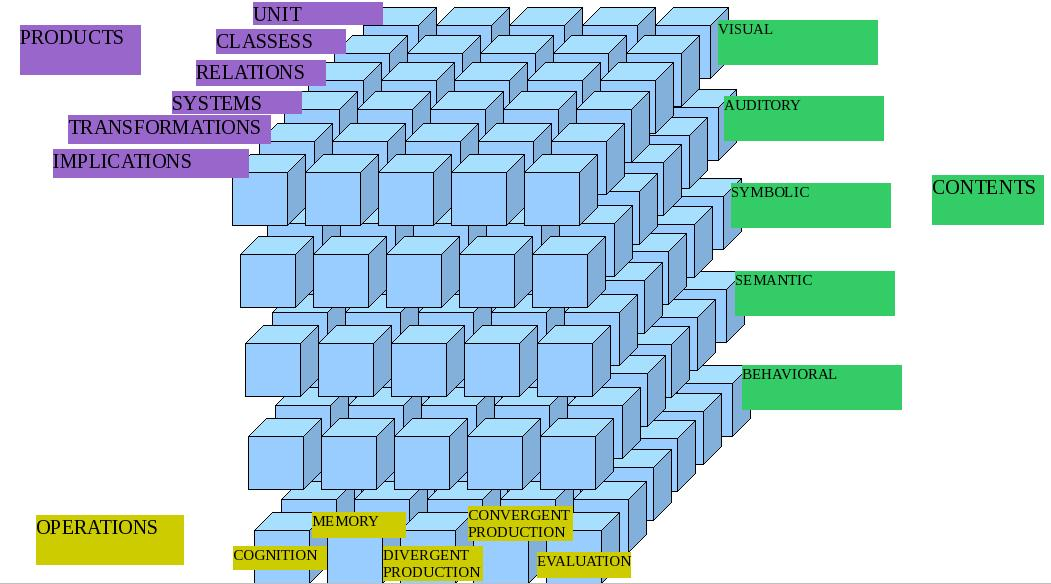
Модель структуры интеллекта организует интеллектуальные функции в трёх измерениях: (1) операции [Operations], (2) содержание [Contents], и (3) продукты [Products]. (Джой Пол Гилфорд, 1955)

Интелле́кт (от лат. intellectus «восприя́тие», «разуме́ние», «понима́ние», «поня́тие», «рассу́док»), или ум, ра́зум — качество психики, состоящее из способности осознавать новые ситуации, способности к обучению и запоминанию на основе опыта, пониманию и применению абстрактных концепций, и использованию своих знаний для управления окружающей человека средой. Общая способность к познанию и решению проблем, которая объединяет познавательные способности: ощущение, восприятие, память, представление, мышление, воображение.
Согласно теории интеллекта психолога Рэймонда Кэттелла интеллект можно условно разделить на подвижный и кристаллизовавшийся. Первый состоит в способности мыслить логически, анализировать и решать задачи, выходящие за пределы предыдущего опыта; второй включает накопленный опыт и способность использовать усвоенные знания и навыки.
В целом существует проблема видов интеллекта, тесно связанная с факторными теориями интеллекта, которые делятся на две основные группы — однофакторные и многофакторные.

## Терминология
На английском языке данное понятие используется большинством указанных выше авторов как intelligence (разумность, или человеческая разумность — human intelligence), а не intellect (интеллект) — для которого есть отдельная статья. Поэтому при попытке их соединить в одном понятии на русском языке возникают недопонимания и противоречия.
В частности это связано с переводом терминов IQ и EQ. Тесты на уровень интеллекта были названы IQ (intelligence quotient — показатель разумности). А через некоторое время американские психологи забили тревогу, что людей стали оценивать по нему в целом — исходя из его названия, а не только как тест на логику — исходя из его сути. И поэтому появился EQ, чтобы указать, что у разумности (слово intelligence стало из-за этих тестов ассоциироваться с чистой логикой) есть ещё и эмоциональная и социальная составляющая.
На русскоговорящем пространстве увидев, что IQ тесты являются тестами на логику — так и перевели «коэффициент интеллекта», а не «показатель разумности». И потому такого перекоса не возникло. EQ соответственно точнее было бы переводить как «показатель эмоциональности» (добавляя «и чувственности», если смотреть на суть этого понятия), а не «эмоциональный интеллект». А социальный интеллект — социальная разумность.

### Термины Н. Бострома
Согласно книге Н. Бострома:
- интеллект — реализуемый на физическом объекте алгоритм;
- интеллект человеческого уровня (ИЧУ) — интеллект, способный решать задачи, доступные человечеству (обладает умом, разумом, интуицией, пониманием, способен к познанию, мышлению, воображению);
- искусственный интеллект (ИИ) — созданный не в естественной биологической среде интеллект;
- искусственный суперинтеллект — интеллект, превосходящий во много раз возможности ИИЧУ.

В отличие от терминов Н. Бострома, общепринятое понимание интеллекта совпадает с ИЧУ и противоречит терминам интеллект животных, игровой искусственный интеллект, окружающий интеллект, а общепринятый «искусственный интеллект» совпадает с ИИЧУ.

## Составляющие интеллекта и его роль
Интеллект — это, прежде всего, основа целеполагания, планирования ресурсов и построение стратегии достижения цели. Есть основания полагать, что зачатками интеллекта обладают животные, и уже на этом уровне их интеллект посредством механизмов целеполагания и достижения целей влиял и влияет на эволюцию животных. Изучением интеллекта животных занимается сравнительно молодая область науки, когнитивная этология.
Влияние интеллекта выходит за пределы жизни одного человека. Развитие интеллекта у человека выделило его из животных и стало началом развития общества, а затем и человеческой цивилизации.
Интеллект как способность обычно реализуется при помощи других способностей. Таких как: способности познавать, обучаться, мыслить логически, систематизировать информацию путём её анализа, определять её применимость (классифицировать), находить в ней связи, закономерности и отличия, ассоциировать её с подобной и т. д. О наличии интеллекта можно говорить при совокупности всех этих способностей, в отдельности каждая из них не формирует интеллект. Интеллектом может обладать система, составляющие элементы которой каждый в отдельности интеллектом не обладают.
К параметрам, формирующим отличительные особенности интеллектуальной системы человека относят:
- объём рабочей памяти, способность к прогнозированию, орудийной деятельности[неизвестный термин], логике[11],
- многоуровневую (6 слоев нейронов) иерархию системного отбора ценной информации[12],
- сознание[13],
- память[14].

Часть исследователей интеллекта и рабочей памяти считает, что рабочая память и подвижный интеллект находятся в сильной связи друг с другом и в значительной степени являются эквивалентными конструктами, другие, что хотя эти сущности коррелируются, но являются автономными, как рост и вес. Показано, что индивидуальные различия рабочей памяти объясняют от трети до половины всех индивидуальных различий общего интеллекта.
Различное содержание деятельности требует развития определённых интеллектуальных способностей индивида. Но во всех случаях необходима чувствительность индивида к новому, актуальным проблемам, к тенденциям возможного развития ситуации.
Существенное качество ума индивида — предвидение возможных последствий предпринимаемых им действий, способность предупреждать и избегать ненужных конфликтов. Одной из основных особенностей развитого интеллекта является способность к интуитивному решению сложных проблем.
Развитие отдельных качеств интеллекта определяется как генотипом данного индивида, так и широтой его жизненного опыта. У конформных индивидов формируется так называемое целевое мышление — сфера мышления индивида сужается до крайне ограниченных житейских пределов, широко распространяется интеллектуальный инфантилизм, а в среде интеллектуалов — созерцательность. В групповом мышлении начинают преобладать расхожие стереотипы, шаблонные ориентации, схематизированные матрицы поведения. Возникают деформации в содержании интеллекта. Возможны деформации и в структуре интеллекта, в его организации. Негативным качеством интеллекта является ригидность мышления — его негибкость, предвзятое отношение к явлению, преувеличение чувственного его впечатления, приверженность к шаблонным оценкам.

### Различные взгляды на интеллект
Фома Аквинский в Сумме теологии (Ч. 1, в. 79, р. 2) полагал, что в Боге интеллект является сущностью (лат. in solo Deo intellectus est eius essentia), а в человеке лишь «возможностью души» (potentia animae). При этом в человеке разум (ratio) и интеллект неразличимы (intellectus sive ratio), однако интеллект относится к созерцанию теоретических (умопостигаемых, интеллигибельных) вещей, тогда как разум направлен на постижение конкретных чувственно воспринимаемых явлений.
Согласно Линде Готтфредсон, интеллект — это весьма общая умственная способность, которая включает возможность делать заключения, планировать, решать проблемы, абстрактно мыслить, понимать сложные идеи, быстро обучаться и учиться на основании опыта. Это не просто изучение книг, узкие академические знания или навыки проходить тесты. Напротив, по мнению учёного, интеллект отражает более широкую и глубокую способность познавать окружающий мир, понимать суть вещей и соображать, что делать в той или иной ситуации.
Ф. Н. Ильясов определяет интеллект как «способность системы создавать в ходе самообучения программы (в первую очередь эвристические) для решения задач определённого класса сложности и решать эти задачи».
В начале XX века Чарльз Спирман показал, что если человек хорошо решает одни задачи, то он успешен и в решении других, то есть, что все интеллектуальные способности статистически связаны. В 1904 году Спирман ввёл понятие «фактора g» общего интеллекта, отражающего эффективность выполнения всех познавательных задач. На практике оказалось, что «фактор g» трудно измерить напрямую. Однако на его основе удалось сформулировать величины, которые измерить возможно и которые представляют собой приблизительные меры g. Одним из таких параметров является коэффициент интеллекта (IQ). Психолог Джеймс Флинн первый провёл обширные исследования в области динамики IQ в разных странах мира за длительный период и показал, что этот коэффициент непрерывно возрастал в течение 50 лет (Эффект Флинна).

### Недостаточность интеллекта
Расстройство интеллекта (слабоумие) — это психиатрический интеллектуально-мнестический синдром; врождённое (умственная отсталость) или приобретённое (деменция) поражение интеллекта, в результате которого у человека снижается способность понимать связь между окружающими явлениями, утрачивается способность отделять главное от второстепенного, утрачивается критика к своим высказываниям, поведению. Если слабоумие приобретённое, ослабевает память, уменьшается запас знаний, представлений. Наблюдается глубокое обеднение эмоционально-волевой сферы, личности. При этом сначала может наблюдаться один однообразный плоский аффект, затем — эмоциональная тупость либо с апато-абулией, либо с психомоторным возбуждением. Изменяется личность, искажается характер. В психиатрии слабоумие относится к изменениям процесса рационального познания в виде осложнения или полной невозможности к овладеванию знаниями; умозаключений; суждений; критических способностей. При приобретённом слабоумии использование старых знаний, умений и навыков также осложняется или становится невозможным.
Симптомы в структуре слабоумия могут быть различными, однако преобладают негативные. Если оно определяется только ими, это простое слабоумие. Чаще, особенно в начальной стадии бывает психотическое слабоумие с бредом, галлюцинациями, маниакальным и депрессивным синдромом. При этом чем более они выражены, тем легче слабоумие и наоборот, при тотальной деменции они полностью исчезают. По Г. Модсли: «В крайних случаях слабоумия не могут образовываться даже нелепые идеи».
По этиологии различают:
- Приобретённое заболевание — деменция, например, атрофические процессы головного мозга в предстарческом и старческом возрасте — болезнь Альцгеймера), деменции при сосудистых, метаболических и других органических заболеваниях мозга — так называемый психоорганический синдром;
- Врождённое заболевание — умственная отсталость (олигофрения). Оно обусловлено расстройством раннего онтогенеза[22]. Процесс стационарен, однако может усугубляться при новых экзогенных влияниях (ЧМТ). Традиционная классификация (подробнее, пожалуйста, см. «Классификация олигофрений»): дебильность (иногда сохраняется способность к труду); имбецильность (сохраняется способность к самообслуживанию); идиотия (не сохраняется способность к самообслуживанию и речи).

## Социальный интеллект
Социальный интеллект — способность правильно понимать поведение людей. Эта способность необходима для эффективного межличностного взаимодействия и успешной социальной адаптации.
Сам термин «социальный интеллект» был введён в психологию Э. Торндайком в 1920 году для обозначения «дальновидности в межличностных отношениях». Многие известные психологи внесли свою лепту в интерпретацию этого понятия. В 1937 году Г. Оллпорт связывал социальный интеллект со способностью высказывать быстрые, почти автоматические суждения о людях, прогнозировать наиболее вероятные реакции человека. Социальный интеллект, по мнению Г. Оллпорта, — особый «социальный дар», обеспечивающий гладкость в отношениях с людьми, продуктом которого является социальное приспособление, а не глубина понимания.
Затем способности социального интеллекта многие известные учёные раскрывали в структурах общего интеллекта. Среди них наиболее ярко представлены модели интеллекта, предложенные Д. Гилфордом, Г. Айзенком.
Среди психологов до последнего времени ведутся дискуссии вокруг определения интеллекта, данного Э. Борингом: интеллект есть то, что измеряется тестами интеллекта. Имеются различные точки зрения на оценку данного высказывания. По мнению В. Ф. Анурина, оно достаточно тавтологично, тривиально и прямо напрашивается на критику. Другие исследователи считают такое определение рекурсивным, что является чрезвычайно распространённым в математике, информатике, компьютерном программировании, искусственном интеллекте. Г. Айзенк не согласен с определением Э. Боринга: тесты интеллекта, утверждает он, составляются не случайным образом и опираются в своей разработке на хорошо известные, выявленные и проверенные природные закономерности, такие как принцип «позитивного многообразия».

## Эмоциональный интеллект
Эмоциональный интеллект — группа ментальных способностей, которые участвуют в осознании и понимании собственных эмоций и эмоций окружающих.

## Искусственный интеллект
Искусственным интеллектуальным системам доступны только различные операции вычисления, тогда как человеческий интеллект наделен функцией понимания.

## Факторы, коррелирующие с интеллектом
Интеллект коррелирует с психологическими аспектами личности. К примеру, больше всего отрицательных корреляций с умственными способностями оказалось у невротизма. Положительно коррелируют со многими умственными способностями личностные черты, тесно связанные с низким невротизмом, такие как общая самооценка, стрессоустойчивость и вера в то, что происходящие с человеком события во многом зависят от него самого, а не от внешних сил или случая. Аспекты другого фактора «Большой пятерки», доброжелательности (Agreeableness), в целом слабо коррелируют с умственными. Многие аспекты и грани добросовестности (Conscientiousness), особенно трудолюбие (industriousness), положительно коррелируют и с отдельными когнитивными способностями, и с общим интеллектом (фактором g). То же самое справедливо для личностных характеристик, отражающих индивидуализм и веру в собственные силы. Четвертый фактор «Большой пятерки», экстраверсия (см. Extraversion and introversion), сам по себе слабо коррелирует с когнитивными способностями. Этого, однако, нельзя сказать о некоторых отдельных гранях этой комплексной характеристики. Такой важный аспект экстраверсии, как общительность (sociability), отрицательно коррелирует со способностью к количественным рассуждениям и положительно — с вербальными способностями (корреляции слабые). Были выявлены положительные корреляции между некоторыми умственными способностями и комплексными характеристиками «оптимизм» и «амбициозность» (в последнем случае речь идет в основном о «приобретенных» умственных способностях). Последний, пятый фактор «Большой пятерки» — открытость опыту (Openness to experience) во всех своих разнообразных проявлениях, как правило, положительно коррелирует с умственными способностями.
Выявлена связь между интеллектом и микробиотой кишечника у детей.